# Ганс Рампф
Ганс Рампф (нім. Hans Rampf; нар. 2 березня 1931, Бад-Тельц, Баварія — пом. 5 травня 2001, Мурнау-ам-Штаффельзе, Баварія, Німеччина) — колишній німецький хокеїст, захисник та тренер. Включений  до Залу хокейної слави Німеччини та ІІХФ.

## Кар'єра
Вихованець клубу «Бад Тельц» у складі якого він загалом провів 640 матчів та став чемпіоном Німеччини в сезоні 1961/62. Сезон 1964/65 став останнім в його кар'єрі гравця, треба відзначити, що він довгий час був граючим тренером клубу «Бад Тельц».
Як гравець національної збірної виступав на зимових Олімпійських іграх 1956 та 1960, а також на чемпіонаті світу 1953 року, де став срібним призером чемпіонату.
З 1965 по 1969 очолював Дюссельдорф ЕГ привівши його до золотих нагород у сезоні 1966/67. Також він очолював клуби СК «Ріссерзеє» (1969 — 1971), ХК «Аугсбург» у сезоні 1971/72 та рідний клуб «Бад Тельц». Також очолював національну збірну з 1981 по 1992 роки (з перервами на роботу в клубах).